# Marcus Thomsen
Marcus Thomsen, född 7 januari 1998 i Voss, är en norsk kulstötare. Han tävlar för IK Tjalve.

## Karriär
Thomsen är född i Voss i Norge men flyttade med sin familj till Århus i Danmark 2012. I juli 2015 tävlade han vid ungdoms-VM i Cali och slutade på 11:e plats efter en stöt på 19,16 meter. I juli 2016 slutade Thomsen på 7:e plats vid junior-VM i Bydgoszcz med en stöt på 19,39 meter. Senare samma månad tog han silver vid norska mästerskapen i Askøy efter en stöt på 17,87 meter.
I mars 2017 tog Thomsen brons i U23-klassen vid Europacupen i kast i Las Palmas. I juli samma år tog han guld vid junior-EM i Grosseto efter en stöt på 21,36 meter. Månaden därpå tog Thomsen sitt första guld vid norska mästerskapen i Sandnes med en stöt på 19,40 meter, vilket var ett nytt norskt juniorrekord. I februari 2018 tog han guld och satte ett nytt personbästa vid norska inomhusmästerskapen i Bærum efter en stöt på 19,65 meter. Följande månad tog Thomsen guld i U23-klassen vid Europacupen i kast i Leiria. I augusti 2018 slutade Thomsen på totalt 16:e plats i kvalet vid EM i Berlin med en stöt på 19,59 meter, vilket inte räckte för en finalplats. Senare samma månad tog han sitt andra raka guld vid norska mästerskapen i Byrkjelo efter en stöt på personbästat 19,82 meter.
I februari 2019 tog Thomsen sitt andra raka guld vid norska inomhusmästerskapen i Haugesund efter en stöt på 20,36 meter, vilket mer än 7 meter längre än silvermedaljören. Följande månad slutade han på 7:e plats i finalen vid inomhus-EM i Glasgow efter en stöt på 20,22 meter. I juli 2019 slutade Thomsen på 4:e plats vid U23-EM i Gävle med en stöt på 19,41 meter. Månaden därpå tog han sitt tredje raka guld vid norska mästerskapen i Hamar efter en stöt på 20,11 meter.
I februari 2020 tog Thomsen sitt tredje raka guld vid norska inomhusmästerskapen i Bærum och slog samtidigt Georg Andersens norska inomhusrekord från 1989 efter en stöt på 21,01 meter. I september samma år tog han sitt fjärde raka guld vid norska mästerskapen i Bergen. I februari 2021 vid en tävling i Växjö förbättrade Thomsen sitt norska inomhusrekord till 21,09 meter. Följande månad slutade han på 7:e plats i finalen vid inomhus-EM i Toruń efter en stöt på 20,28 meter.
I februari 2022 vann Thomsen sitt fjärde raka guld vid norska inomhusmästerskapen i Ulsteinvik efter en stöt på 20,87 meter. Senare samma månad vid Nordenkampen i Uppsala slutade han på första plats efter en stöt på 20,74 meter. Följande månad tog han brons vid Europacupen i kast i Leiria efter en stöt på 20,63 meter. I juni 2022 tog Thomsen sitt femte guld vid norska mästerskapen i Stjørdal efter en stöt på 20,50 meter. Följande månad tävlade han vid VM i Eugene och slutade på 10:e plats i finalen i kultävlingen efter en stöt på 20,66 meter. I augusti 2022 slutade Thomsen på nionde plats vid EM i München.
I februari 2023 tog Thomsen sitt femte guld vid norska inomhusmästerskapen i Bærum. Följande månad slutade han på sjätte plats i kultävlingen vid europeiska inomhusmästerskapen i Istanbul. I juli 2023 tog Thomsen sitt sjätte guld vid norska mästerskapen i Bærum. Följande månad tävlade han vid VM i Budapest men gick inte vidare från kvalet och slutade på 21:a plats.

## Tävlingar

### Internationella
| År                 | Tävling                        | Plats              | Placering          | Gren               | Distans            |
| Tävlande för Norge | Tävlande för Norge             | Tävlande för Norge | Tävlande för Norge | Tävlande för Norge | Tävlande för Norge |
| ------------------ | ------------------------------ | ------------------ | ------------------ | ------------------ | ------------------ |
| 2015               | Ungdomsvärldsmästerskapen      | Cali               | 11:e               | Kulstötning (5 kg) | 19,16 m            |
| 2016               | Juniorvärldsmästerskapen       | Bydgoszcz          | 7:e                | Kulstötning (6 kg) | 19,39 m            |
| 2017               | Europacupen i kast (U23)       | Las Palmas         | 3:e                | Kulstötning        | 18,20 m            |
| 2017               | Junioreuropamästerskapen       | Grosseto           | 1:a                | Kulstötning (6 kg) | 21,36 m            |
| 2018               | Europacupen i kast (U23)       | Leiria             | 1:a                | Kulstötning        | 19,61 m            |
| 2018               | Europamästerskapen             | Berlin             | 16:e (kval)        | Kulstötning        | 19,59 m            |
| 2019               | Europeiska inomhusmästerskapen | Glasgow            | 7:e                | Kulstötning        | 20,22 m            |
| 2019               | U23-europamästerskapen         | Gävle              | 4:e                | Kulstötning        | 19,41 m            |
| 2021               | Europeiska inomhusmästerskapen | Toruń              | 7:e                | Kulstötning        | 20,28 m            |
| 2022               | Nordenkampen                   | Uppsala            | 1:a                | Kulstötning        | 20,74 m            |
| 2022               | Europacupen i kast             | Leiria             | 3:e                | Kulstötning        | 20,63 m            |
| 2022               | Världsmästerskapen             | Eugene             | 10:e               | Kulstötning        | 20,66 m            |
| 2022               | Europamästerskapen             | München            | 9:e                | Kulstötning        | 19,91 m            |
| 2023               | Europeiska inomhusmästerskapen | Istanbul           | 6:e                | Kulstötning        | 20,66 m            |
| 2023               | Världsmästerskapen             | Budapest           | 21:a (kval)        | Kulstötning        | 19,97 m            |
| 2024               | Europamästerskapen             | Rom                | 8:e                | Kulstötning        | 20,42 m            |
| 2024               | Olympiska sommarspelen         | Paris              | 9:e                | Kulstötning        | 20,67 m            |

### Nationella
| - Norska friidrottsmästerskapen (utomhus): - 2016: Silver – Kulstötning (17,87 meter, Askøy) - 2017: Guld – Kulstötning (19,40 meter, Sandnes) - 2018: Guld – Kulstötning (19,82 meter, Byrkjelo) - 2019: Guld – Kulstötning (20,11 meter, Hamar) - 2020: Guld – Kulstötning (18,39 meter, Bergen) - 2022: Guld – Kulstötning (20,50 meter, Stjørdal) - 2023: Guld – Kulstötning (19,79 meter, Jessheim) - 2024: Guld – Kulstötning (20,73 meter, Sandnes) | - Norska friidrottsmästerskapen (inomhus): - 2018: Guld – Kulstötning (19,65 meter, Bærum) - 2019: Guld – Kulstötning (20,36 meter, Haugesund) - 2020: Guld – Kulstötning (21,01 meter, Bærum) - 2022: Guld – Kulstötning (20,87 meter, Ulsteinvik) - 2023: Guld – Kulstötning (20,39 meter, Bærum) |

## Personliga rekord
| Utomhus - Kulstötning – 21,03 m (Oslo, 11 juni 2020) | Inomhus - Kulstötning – 21,09 m (Växjö, 1 februari 2021) 0NR0 |